# Watkins (Minnesota)
Watkins è una città degli Stati Uniti d'America, situata in Minnesota, nella contea di Meeker.